# Wojsko polskie w latach 1648–1699
Wojsko I Rzeczypospolitej w latach 1648–1699 – siły zbrojne I Rzeczypospolitej w okresie panowania Jana II Kazimierza, Michała Korybuta Wiśniowieckiego i Jana III Sobieskiego.

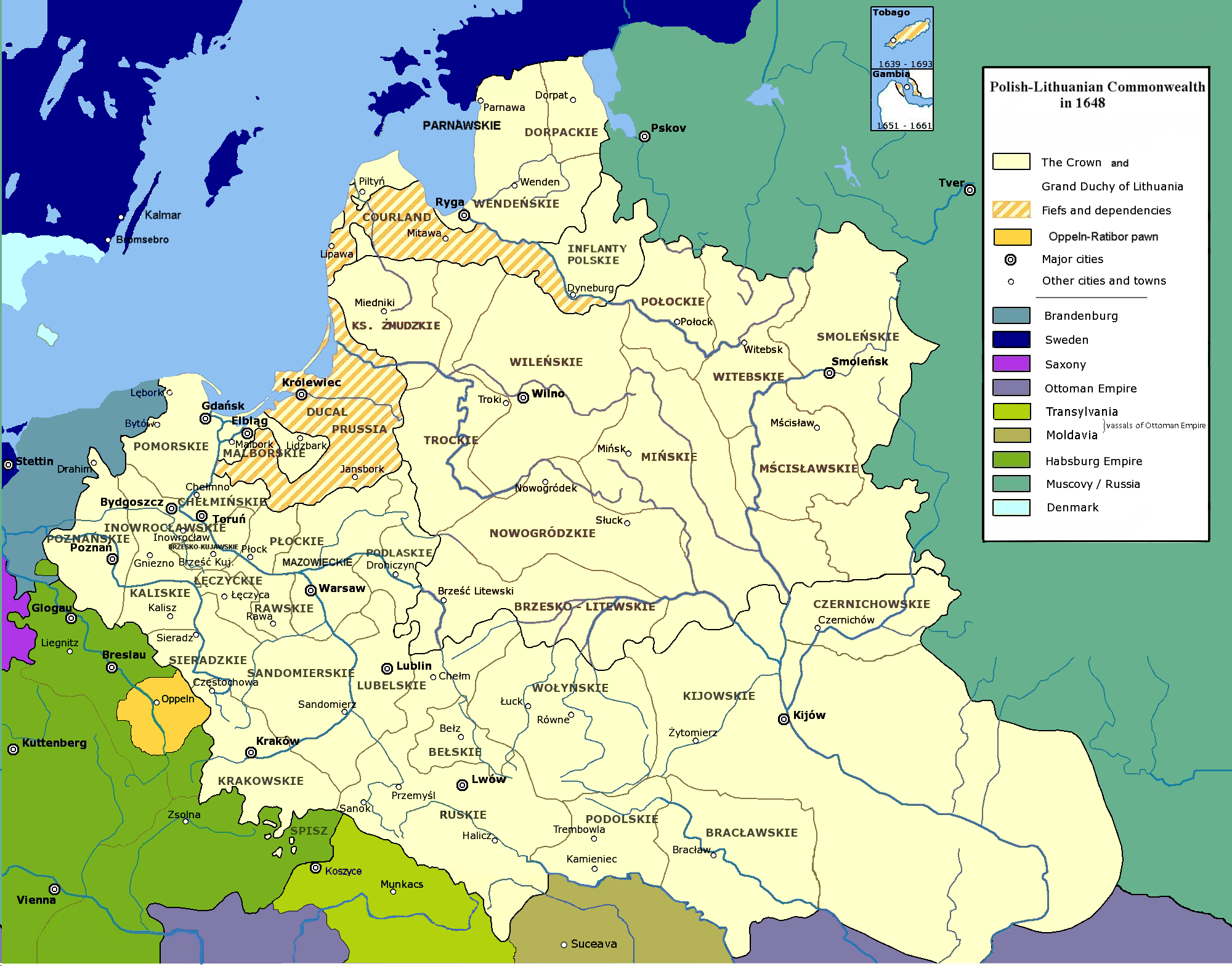
Rzeczpospolita w 1648

## Charakterystyka epoki
We wspomniany okres Rzeczpospolita wchodziła posiadając bardzo ograniczone zasoby wojskowe. Stanowiły je ok. 4,5–5 tys. koni i porcji wojska kwarcianego, czyli ok. 4–4,5 tys. faktycznych żołnierzy, pod komendą hetmanów i w ramach załogi Kudaku (ok. 400-600); 6 tys. kozaków rejestrowych; regiment gwardii królewskiej (1 czerwca 1648 liczył on 1200 piechoty i 300 dragonów) oraz elitarny korpus artylerii. W razie nagłej potrzeby siły te uzupełniano wojskami prywatnymi i ordynackimi. Wyżej wymienione siły dotyczyły jedynie Korony. Litwa, w warunkach pokojowych, nie posiadała żadnych państwowych wojsk, które mogłyby zostać użyte do działań w polu. Twierdze, których od dziesięcioleci nie modernizowano, szły w ruinę i nie stanowiły poważniejszej przeszkody dla przeciwnika. Odbiegały od ogólnego obrazu nieliczne twierdze magnackie: Bychów, Dubrowna, Lachowicze, Mir, Nieśwież, Słuck. Siłami pomocniczymi na Litwie (oprócz prywatnych wojsk magnackich) byli m.in. Kozacy służebni w miastach Smoleńszczyzny, którzy zamiast żołdu otrzymywali grunty pod miastami zwolnione od wszelkich podatków. Posiadanie tak minimalnej armii możliwe było dzięki korzystnej sytuacji międzynarodowej i zabezpieczeniu granic traktatami: rozejm z Turcją w Chocimiu (X 1621; potwierdzony pokojem wieczystym w 1624), pokój wieczysty z Rosją w Polanowie (VI 1634), 26-letni rozejm ze Szwecją w Sztumskiej Wsi (IX 1635). Kryzys 1648 (powstanie Chmielnickiego) sprawił, że wszystkie te umowy zostały złamane, a druga połowa XVII wieku stała się dla Rzeczypospolitej Obojga Narodów okresem niemal nieustannych wojen z sąsiadami oraz konfliktów wewnętrznych (wojna polsko-rosyjska, potop szwedzki, rokosz Lubomirskiego, wojna polsko-turecka i wojna z Turcją w ramach Ligi Świętej). Efektem tego była potrzeba zwiększenia sił zbrojnych oraz ich reorganizacja (m.in. zamiana wojska kwarcianego na wojsko komputowe).

## Formacje zbrojne
W omawianym okresie wojsko Rzeczypospolitej dysponowało następującymi formacjami zbrojnymi:
Siły zbrojne ogólno-państwowe
- wojsko zaciężne (kwarciane, potem komputowe)
- piechota wybraniecka
- wyprawy łanowe i dymowe
- oddziały Kozaków rejestrowych
- oddziały Kozaków służebnych (na Smoleńszczyźnie)[3]
- pospolite ruszenie szlacheckie
- oddziały zaciągane przez województwa, ziemie i powiaty
- gwardia królewska
- siły zbrojne miast królewskich

Siły zbrojne niepaństwowe
- wojska prywatne
- wojska ordynackie

W okresie zagrożenia Rzeczpospolita mogła liczyć też na zobowiązania lenne. Stosunek lenny między Rzecząpospolitą a Prusami Książęcymi został rozwiązany w traktacie welawskim. Na mocy jednak przymierza wieczystego zawartego w Bydgoszczy elektor obowiązany był dostarczać Polsce w razie potrzeby 1500 osobowy kontyngent wojska. W latach 1672 i 1674 i później mniejszy (1000 ludzi) w latach 1683 i 1684 zobowiązania te realizował. W latach następnych uchylał się od tego zobowiązania, zasłaniając się wysyłaniem wojsk posiłkowych dla cesarza na Węgry. Książę kurlandzki, jako lennik, wpłacał niekiedy pewne sumy pieniędzy do obrony Rzeczypospolitej. W 1684 dostarczył kontyngent wojskowy wcielony do komputu koronnego w ramach regimentu piechoty i pozostającego pod jego szefostwem.

## Organizacja wojska

### Naczelne dowództwo
Zwierzchnikiem sił zbrojnych Rzeczypospolitej był król. Władzę nad wojskiem zaciężnym sprawowali hetmani wielcy (hetman wielki koronny i hetman wielki litewski). Spełniali oni funkcje ministrów spraw wojskowych i naczelnych dowódców, organizowali i dowodzili wojskiem. Byli faktycznie niezależni od króla wskutek dożywotności urzędu. Decyzje o liczebności, składzie i sposobie utrzymania wojska należały do sejmu.
Królowie polscy bezskutecznie dążyli do osłabienia władzy hetmańskiej. Jan Kazimierz próbował znieść dożywotność urzędu i zrównać go z władzą hetmana polnego. Sejm reform tych nie przyjął.
W latach siedemdziesiątych stracił na znaczeniu urząd pisarza polnego. Zaprzysięganie rejestrów popisowych czyniono przez delegatów chorągwi, a popisy wojska odbywały się tylko przed wyruszeniem armii na kampanię. Strażnicy wielki i polni, podobnie jak oboźni wojskowi, stali się wyższymi oficerami do specjalnych poruczeń. Do końca XVII w. funkcjonował urząd kapitana wojskowego. Był nim z reguły dowódca straży przybocznej hetmana wielkiego. Urząd generała artylerii koronnej i litewskiej obsadzany był przez wybitnych dowódców mających duże doświadczenie wojskowe i zdolności organizatorskie.
W latach siedemdziesiątych XVII w utworzono urząd generała-prowiantmagistra. Był on pomocnikiem hetmana do spraw zaopatrzenia wojska w żywność i furaż. Pomagał on m.in. hetmanowi w organizacji zaopatrzenia garnizonów na pograniczu i w Mołdawii. W tym samym czasie pojawił się też nowy urząd generała-audytora. Był on doradcą hetmana w sprawach sądowych dla wojsk cudzoziemskiego autoramentu. W 1673 ustanowiono urząd generalnego chirurga wojskowego. Podlegali mu wszyscy chirurdzy, felczerzy i cyrulicy w jednostkach cudzoziemskiego i narodowego autoramentu. Powoływany był sporadycznie, przede wszystkim na większe kampanie. W 1661 powołano też generalnego architekta wojskowego, który kierował pracami nad budową umocnień polowych.
W drugiej połowie XVII w. przyjął się też zwyczaj mianowania regimentarzy. Byli to dowódcy partii wojska, głównie jazdy. Byli mianowani przez hetmanów jako okresowi ich zastępcy. Rozłożone na pograniczu partie prowadziły rozpoznanie, a regimentarze utrzymywali stały kontakt z hetmanem. Różnili się oni kompetencjami od regimentarzy mianowanych przez sejm, jako naczelnych dowódców wojska podczas nieobecności hetmanów lub przez króla jako samodzielnych dowódców wydzielonych grup wojska.

### Jazda

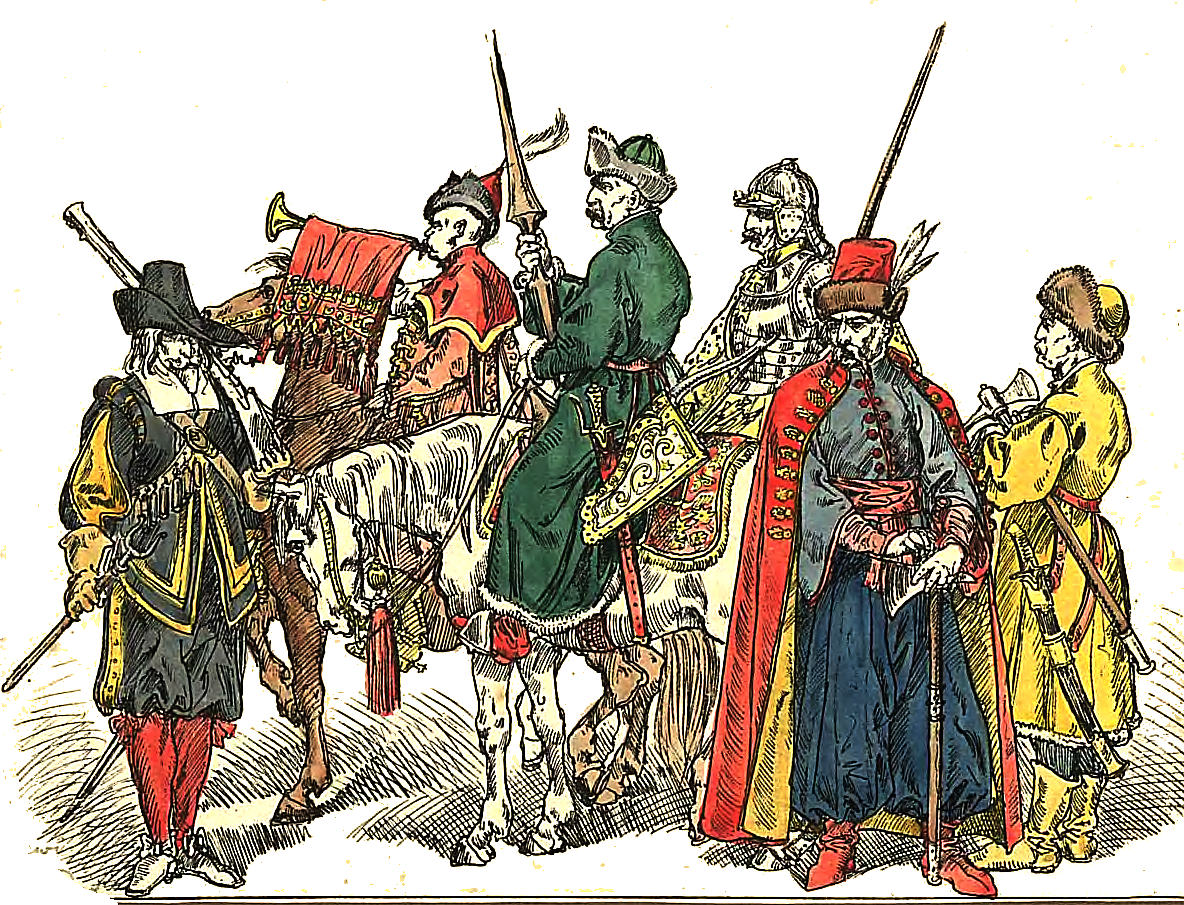
XVII-wieczni żołnierze polscy. Pierwszy z lewej muszkieter cudzoziemskiego autoramentu

Jazda składała się z czterech zasadniczych typów: ciężkozbrojnej husarii, średniozbrojnych kozaków (od lat siedemdziesiątych zwani pancernymi), lekkozbrojnej jazdy typu tatarskiego i wołoskiego oraz kawalerii zorganizowanej według wzorów zachodnich – arkabuzerii i rajtarii. W jeździe litewskiej występował typ pośredni między husarzami a kozakami: jazda petyhorska.
Procentowy udział poszczególnych typów w całości jazdy był zmienny. Husaria, stosunkowo liczna w pierwszych latach wojny z Kozakami, uległa znacznemu osłabieniu po klęsce pod Batohem. Jej odsetek spadł z kilkunastu do 5–7%, a w końcowym etapie wojny z Rosją wynosił zaledwie około 1000 koni. Przy redukcji w 1667 pozostawiono ją bez zmiany, natomiast w czasie wojny z Turcją znacznie rozbudowano, ustalając w 1673 jej etat w Koronie na 1900 ludzi, a w 1676 na 2920. W latach drugiej wojny z Turcją etat jej podniesiono do 3500 koni. W kompucie litewskim udział jej był mniejszy.
Najliczniejszy typem jazdy byli kozacy i pancerni, którzy stanowili przeciętnie 60% konnicy koronnej. W 1673 powiększono jej liczebności do 9500 koni i wraz z chorągwiami dymowymi liczyła wtedy 13 700 żołnierzy.
Jazda lekka była w wojsku komputowym rozbudowano dopiero po Batohu. Rekrutowano ochotników w Mołdawii i spośród uciekinierów z Krymu. Jej udział jej w jeździe koronnej i litewskiej dochodził do 20%. Pełniła ona straż na pograniczu walcząc z podjazdami Tatarów. Łączna liczebność chorągwi wołoskich i tatarskich w samej armii koronnej dochodziła wówczas do 4000 koni.
Arkabuzeria w znaczeniu jazdy ciężkozbrojnej typu zachodnioeuropejskiego, występowała w Rzeczypospolitej w pierwszych latach wojny z Kozakami. Liczyła wówczas ok. 1000 koni. Później tą nazwą określano również rajtarię, czyli lżejszy typ jazdy zorganizowanej według wzorów cudzoziemskich. Szlachta w 1667 domagała się całkowitego zlikwidowania jednostek rekrutujących się z cudzoziemców i dowodzonych przez oddanych królowi oficerów. Ze względu na jej dużą siłę ogniową zaczęto ją jednak rozbudowywać. Podobnie zorganizowane były chorągwie jazdy dymowej formowane na wzór jazdy pancernej.
Jazda narodowego zaciągu zorganizowana była w chorągwie o różnej liczebności: najsilniejsze husarskie od 100 do 200 koni, słabsze liczebnie pancerne (ok. 100-konne, a w okresach pokojowych 60-konne) i najsłabsze lekkie (w czasie wojny 60-100 koni). Podobnie zorganizowane były chorągwie jazdy dymowej formowane na wzór jazdy pancernej.
Faktycznymi dowódcami chorągwi zazwyczaj porucznicy. Zastępowali oni rotmistrzów wywodzących się z przedstawicieli możnowładztwa. Rotmistrz stawał się szefem tytularnym. Zawierał on umowę z doświadczonym „towarzyszem”, w myśl której miał on zorganizować chorągiew i dowodzić nią podczas kampanii. W zamian za to towarzysz mianowany porucznikiem otrzymywał od rotmistrza jego poczet i dodatkową sumę za dowodzenie.
Jazda cudzoziemskiego autoramentu, zorganizowana była, w duże regimenty składające się ze sztabu i pięciu kompanii. W skład każdej kompanii wchodziły trzy kapralstwa, obejmujące po trzy roty, każda po sześciu żołnierzy. Od 1670 do końca XVII w. arkabuzerię tworzyły zazwyczaj małe jednostki liczące po 100-200 koni pod dowództwem pułkowników i kapitanów.

### Piechota

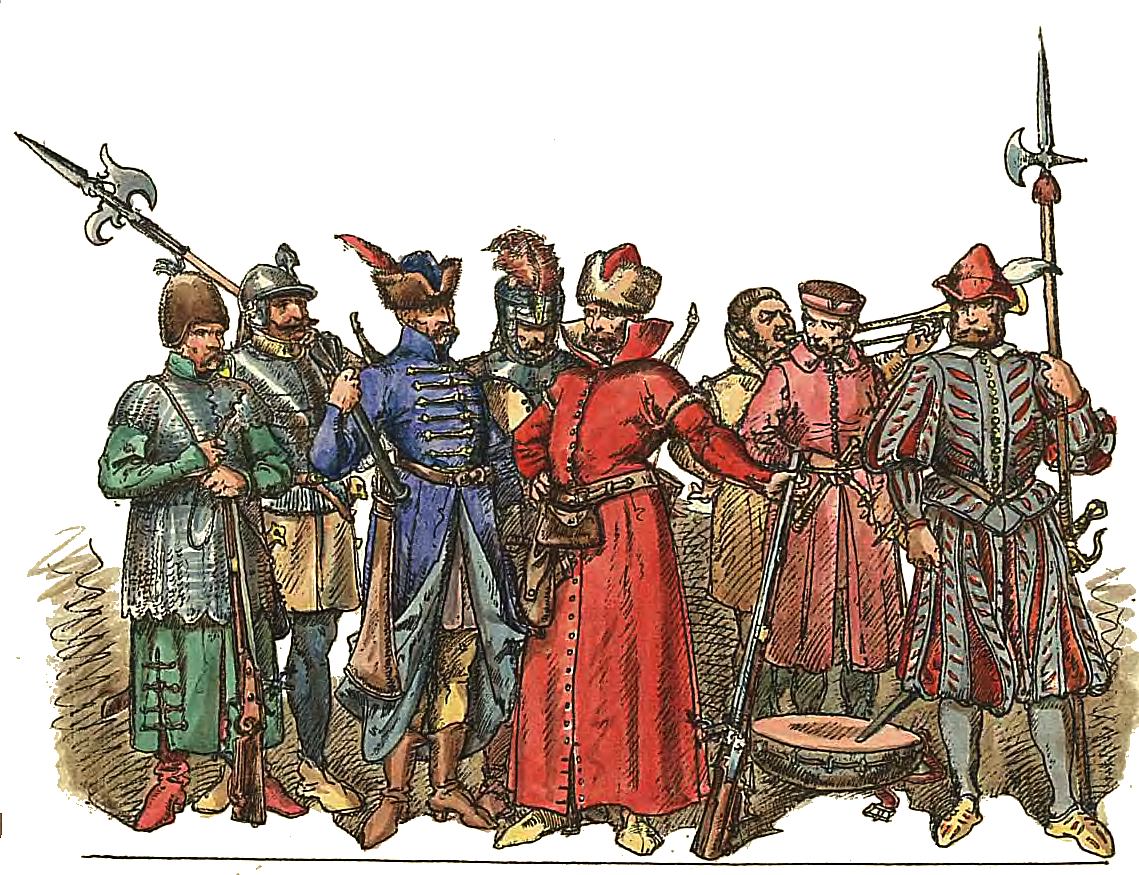
Piechota polska

W skład wojsk walczących pieszo wchodziły oddziały piechoty cudzoziemskiej lub niemieckiej, piechoty polskiej lub węgierskiej, zorganizowane na ich wzór wypraw łanowych, dymowych i wybranieckich oraz dragonia.
Piechurów nazywano „ludem ognistym”, a ich stosunek liczebny do jazdy w omawianym okresie wynosił przeciętnie jak 1:1. Poniżej tego progu ilość piechoty spadła bezpośrednio po klęskach żółtowodzkiej i korsuńskiej.
Okres kryzysu przechodziły też formacje piesze w pierwszych latach wojny ze Szwecją; piechota polska poniosła w 1655 znaczne straty. Dopiero w 1658 odbudowano formacje piesze. W czasach wojen z Turcją piechota i dragonia odgrywały poważną rolę w działaniach i stanowiły niekiedy 60% armii.
W strukturze piechoty najliczniejsza była zawsze piechota typu niemieckiego. Stanowiła ona w latach pięćdziesiątych 55–65% składu formacji pieszych. Wiązało się to z jednoczesnym zanikiem piechoty typu polsko-węgierskiego, która stosunkowo licznie występowała jeszcze na początku wojen kozackich. Już w 1658 udział piechoty węgierskiej spadł do 5,5%, od 1665 zaś występuje zazwyczaj w ilości czterech jednostek. Dragonia stanowiła przeciętnie około 25% formacji pieszych, a swoje okresy rozkwitu przeżywała na przełomie 1659 i 1660. Po kampaniach wojennych topniała wskutek utraty koni. Według przyjętego wówczas zwyczaju jednostki, które utraciły konie, zamieniano na regimenty piesze.
W czasie redukcji armii w 1667 regimenty piechoty poważnie zmniejszono. Utrzymano w stanie zmniejszonym wszystkie jednostki. Regimenty w czasie pokoju liczyły ok. 250 – 300 porcji. Wzrastał wtedy jednak odsetek „ślepych porcji” i wynosił ok. 15%. Utrzymanie struktur ułatwiało ewentualną mobilizację na czas wojny. Przy reorganizacji armii w 1673 utworzono tylko cztery nowe regimenty, podwajając jednocześnie stany liczebne w dziewiętnastu istniejących.

### Artyleria
Artyleria i wojska inżynieryjne tworzyły w Rzeczypospolitej od 1637, utrzymywane z odrębnych funduszów, osobne korpusy w Koronie i na Litwie z generałami artylerii koronnej i litewskiej na czele. Sztab generała składał się z kilku osób: zastępcy dowódcy, cejgmistrza, kapitana i inżyniera artylerii. Arsenałami zarządzali cejgwarci. Starszymi artylerzystami byli edelmanowie, obsługę dział stanowili puszkarze i ich pomocnicy, personel inżynieryjny składał się z baumistrza, miniera, fejerwerkerów (pirotechników), petardnika i rytownika (rytującego na miedzi plany i mapy). Personel uzupełniający stanowili rzemieślnicy (płatnerze, ślusarze, kowale, stelmachowie, cieśle, lontownicy), a wreszcie profosi i stróże.
W 1647 stały personel artylerii liczył 107 osób, by już w latach siedemdziesiątych i osiemdziesiątych powiększyć się do 160-180. W jego skład wchodzili też młodzi oficerowie (sztukjunkrzy). Personel stały w okresie zagrożenia pozostawał w twierdzach i cekhauzach. Na wojenne zaciągano dodatkowych puszkarzy, pomocników, specjalistów inżynieryjnych i rzemieślników. Na każdą wyprawę wynajmowano też woźniców z końmi. W artylerii litewskiej do transportu dział obowiązani byli osiedleni w Wielkim Księstwie Tatarzy. W latach sześćdziesiątych w artylerii koronnej sformowano pierwsze oddziały przeznaczone do jej osłony. Od 1661 w rejestrach spotykamy, 50 dragonów artylerii, których zadaniem podczas wojen było konwojowanie taborów artyleryjskich, a w czasie pokoju egzekwowanie kwarty. Pełnili oni też funkcje rozpoznawcze, oraz zaopatrzeniowe w furaż i żywność, także zapewniali łączność. Dragoni artyleryjscy istnieli do czasów Stanisława Augusta Poniatowskiego. Osłonę artylerii w czasie przemarszu zapewniały także przydzielone jednostki piechoty. W 1673 utworzono specjalny regiment piechoty szefostwa generała artylerii koronnej. W czasie bitwy walczył on jednak w szyku bojowym armii. Od 1683 frejkompania dragońska generała artylerii weszła w skład komputu wojsk zaciężnych, pełniąc dalej swe funkcje przy artylerii. Oprócz nich do artylerii przydzielano też oddziały piechoty wybranieckiej, które pod kierunkiem inżynierów wojskowych budowały mosty i przeprawy oraz stanowiska ogniowe.

## Działania militarne
W 1648 wybuchło powstanie na Ukrainie. Na jego czele stanęła Kozaczyzna pod wodzą Bohdana Chmielnickiego. W maju 1648 powstańcy rozbili wojska koronne pod Żółtymi Wodami i Korsuniem. Pospiesznie odtworzone wojska koronne poniosły we wrześniu kolejną klęskę pod Piławcami. W 1649 kozaczyzna oblegała Zbaraż. Odsiecz pod dowództwem Jana Kazimierza walczyła bezskutecznie pod Zborowem. Doszło do podpisania ugody zborowskiej i na krótko przerwano działania wojenne. W 1651 wojska Rzeczypospolitej odniosły zwycięstwo w bitwie pod Beresteczkiem. Zawarto kolejną ugodę, tym razem w Białej Cerkwi. Również i tej nie przestrzegano, a działania wojenne wznowiono w 1652. Wtedy to hetman Kalinowski nieskutecznie próbował przeszkodzić interwencji kozackiej na terenie Mołdawii. Kolejne wyprawy przeciw kozakom kończyły się niepowodzeniami wyniszczającymi armię koronną. W 1654 na radzie w Perejasławiu zadecydowano połączenie Ukrainy z Rosją. Rzeczpospolita weszła więc w stan wojny z tą ostatnią. Tatarzy natomiast z przeciwników, stali się sprzymierzeńcami Polski zawierając sojusz przeciw Rosji i Ukrainie.
Jesienią na Litwę wkroczyły wojska rosyjskie. W 1655 Rosjanie opanowali Wilno. Na Ukrainie wojska koronne wspierane przez Tatarów odniosły w zimie 1655 sukces pod Ochmatowem. Latem wojska rosyjskie i kozackie obległy Lwów i rozbiły grupę hetmana Potockiego w bitwie pod Gródkiem i opanowały Lubelszczyznę.